# Claudia Bobocea
Claudia Bobocea (Bucarest, 11 giugno 1992) è una mezzofondista rumena, argento europeo dei 1500 metri piani indoor a Istanbul 2023.

## Record nazionali
Seniores
- 1000 metri piani indoor: 2'35"35 ( Birmingham, 25 febbraio 2023)
- Staffetta 4x1500 m: 2'35"35 ( Nassau, 24 maggio 2014)  (Claudia Bobocea, Florina Pierdevară, Anca Maria Bunea, Lenuţa Simiuc)

## Palmarès
| Anno | Manifestazione  | Sede       | Evento       | Risultato  | Prestazione | Note                                     |
| ---- | --------------- | ---------- | ------------ | ---------- | ----------- | ---------------------------------------- |
| 2013 | Europei U23     | Tampere    | 1500 m piani | Batteria   | 4'20"39     |                                          |
| 2014 | World Relays    | Nassau     | 4x1500 m     | 4ª         | 17'51"48    | Record nazionale · Record europeo        |
| 2014 | World Relays    | Nassau     | 4x800 m      | 7ª         | 8'23"12     | Miglior prestazione personale stagionale |
| 2015 | Europei indoor  | Praga      | 3000 m piani | Batteria   | 9'27"82     |                                          |
| 2016 | Mondiali indoor | Portland   | 1500 m piani | Batteria   | 4'12"38     |                                          |
| 2016 | Europei         | Amsterdam  | 1500 m piani | Batteria   | 4'18"98     |                                          |
| 2017 | Europei indoor  | Belgrado   | 1500 m piani | Batteria   | 4'16"98     |                                          |
| 2017 | Mondiali        | Londra     | 1500 m piani | Batteria   | 4'11"20     |                                          |
| 2018 | Mondiali indoor | Birmingham | 1500 m piani | Batteria   | 4'24"60     |                                          |
| 2018 | Mondiali indoor | Birmingham | 3000 m piani | 13ª        | 9'23"70     |                                          |
| 2018 | Europei         | Berlino    | 1500 m piani | Batteria   | 4'16"20     |                                          |
| 2019 | Europei indoor  | Glasgow    | 1500 m piani | 7ª         | 4'13"40     |                                          |
| 2019 | Mondiali        | Doha       | 1500 m piani | Semifinale | 4'18"25     |                                          |
| 2021 | Europei indoor  | Toruń      | 1500 m piani | Batteria   | 4'18"00     |                                          |
| 2021 | Olimpiadi       | Tokyo      | 1500 m piani | Batteria   | 4'09"19     |                                          |
| 2022 | Mondiali indoor | Belgrado   | 1500 m piani | 9ª         | 4'09"64     |                                          |
| 2022 | Europei         | Monaco     | 1500 m piani | 11ª        | 4'07"74     |                                          |
| 2023 | Europei indoor  | Istanbul   | 1500 m piani | Argento    | 4'03"76     | Miglior prestazione personale            |
| 2023 | Mondiali        | Budapest   | 1500 m piani | Batteria   | 4'06"07     |                                          |
| 2024 | Mondiali indoor | Glasgow    | 800 m piani  | Batteria   | 2'04"03     | Miglior prestazione personale            |
| 2024 | Mondiali indoor | Glasgow    | 1500 m piani | Batteria   | dnf         |                                          |

## Campionati nazionali
2011
- 8ª ai campionati rumeni, 800 m piani - 2'13"38

2012
- 5ª ai campionati rumeni, 1500 m piani - 4'24"38
- 10ª ai campionati rumeni, 800 m piani - 2'12"56

2013
- Bronzo ai campionati rumeni, 1500 m piani - 4'22"90
- 6ª ai campionati rumeni, 800 m piani - 2'06"67

2014
- Argento ai campionati rumeni, 1500 m piani - 4'22"78
- 5ª ai campionati rumeni, 800 m piani - 2'04"17

2015
- Oro ai campionati rumeni indoor, 3000 m piani - 9'33"23
- Oro ai campionati rumeni indoor, 1500 m piani - 4'21"20

2016
- Oro ai campionati rumeni indoor, 800 m piani - 2'08"09

2017
- Oro ai campionati rumeni, 800 m piani - 2'04"05
- Oro ai campionati rumeni, staffetta 4x400 m - 3'45"94

2018
- Oro ai campionati rumeni, 1500 m piani - 4'13"66
- Oro ai campionati rumeni, 800 m piani - 2'06"10
- Oro ai campionati rumeni indoor, 800 m piani - 2'07"46

2019
- Oro ai campionati rumeni, 800 m piani - 2'02"90
- Bronzo ai campionati rumeni, staffetta 4x400 m - 3'48"56

2020
- Oro ai campionati rumeni indoor, 800 m piani - 2'05"44

2021
- Oro ai campionati rumeni, 800 m piani - 2'03"70

2022
- Oro ai campionati rumeni, 800 m piani - 2'03"10

2023
- Oro ai campionati rumeni, 1500 m piani - 4'11"10
- Oro ai campionati rumeni, 800 m piani - 2'01"20

## Altre competizioni internazionali
2017
- Bronzo all'Athletissima ( Losanna), miglio - 4'25"89
- 12ª al Meeting de Paris ( Parigi), 1500 m piani - 4'07"67

2019
- 11ª al British Grand Prix ( Birmingham), miglio - 4'37"67
- 8ª ai London Anniversary Games ( Londra), 1500 m piani - 4'02"27
- 14ª al Golden Gala ( Roma), 1500 m piani - 4'07"61
- 11ª al Bauhaus-Galan ( Stoccolma), 1500 m piani - 4'15"44

2021
- 13ª al British Grand Prix ( Birmingham), 1500 m piani - 4'17"08

2023
- 12ª ai Bislett Games ( Oslo), miglio - 4'25"02
- 13ª alla Xiamen Diamond League ( Xiamen), 1500 m piani - 4'06"07